# Aterotrombosis
La aterotrombosis es el fenómeno patológico por el cual se forma un trombo sobre una  lesión arteriosclerótica preexistente. Desempeña un papel capital en el desarrollo  y evolución de trastornos cardiovasculares que cursan con isquemia que afecta la circulación cerebral, coronaria o arterial periférica. Estas enfermedades de origen aterotrombótico están aumentando su prevalencia en muchos países, siendo una de las causas principales de muerte. Las plaquetas desempeñan un papel muy importante en la trombosis patológica debido a su capacidad de adherirse a nivel de las lesiones internas de los vasos sanguíneos, en un intento fisiológico por reparar la fisura o ruptura de una placa arteriosclerótica. Este fenómeno de adhesión  activa  las plaquetas y se continúa con la desgranulación y secreción de citocinas, factores de coagulación y vasoconstrictores, promoviendo la formación de trombina, espasmo del vaso y más acumulación de plaquetas. La liberación de adenosina difosfato (ADP) y tromboxano desde las plaquetas, amplifica el proceso que  comporta la agregación, facilitada por el fibrinógeno, que favorece la unión de las plaquetas por el receptor de glucoproteínas IIb/IIIa.
A pesar de que este mecanismo se inicia como una respuesta fisiológica, desemboca en un proceso incontrolado con sucesivas ampliaciones que conducen a la formación de un trombo intraluminal, oclusión vascular y una isquemia transitoria o un infarto.
Las plaquetas que se producen en una cantidad aproximada de 11 11  unidades /día, pueden aumentar hasta 10 veces en circunstancias fisiológicas y tienen un ciclo vital de unos 10 días. Proporcionan una fuente circulante de citoquinas, quimiocinas y factores de crecimiento, además de poder sintetizar prostanoides y tromboxano a partir del ácido araquidónico  liberado por la membrana, por la actuación coordinada de fosfolipasa ciclooxigenasa (COX1) y tromboxano sintetasa.